# Loni Anderson
Pour les articles homonymes, voir Anderson.
Loni Anderson, née le 5 août 1945 à Saint Paul (Minnesota) et morte le 3 août 2025 à Los Angeles (Californie), est une actrice américaine.
Elle est surtout connue pour son rôle de la réceptionniste Jennifer Marlowe dans la série télévisée américaine WKRP in Cincinnati (1978-1982).

## Biographie

### Enfance
Loni Anderson nait le 5 août 1945 à Saint-Paul au Minnesota mais grandit à Roseville dans le même État américain. Elle est la fille de Klaydon Carl « Andy » Anderson, un chimiste environnemental (1922-1977) et de Maxine Hazel Kallin, un modèle (1924-1985).

### Carrière
Loni Anderson fait ses études à l'université du Minnesota. Elle débute comme actrice dans un petit rôle dans le film Nevada Smith (1966) mettant en vedette Steve McQueen pour ensuite disparaître de l'écran pendant près d'une décennie avant de finalement décrocher quelques rôles d'artiste-invitée dans divers programmes télévisés du milieu des années soixante-et-dix. Elle se rendit célèbre en 1978 en campant le rôle de Jennifer Marlowe, la réceptionniste blonde sexy du sitcom WKRP in Cincinnati, une série télévisée américaine qui sera diffusée pendant quatre ans jusqu'en 1982. Ce rôle lui fut offert par le producteur de l'émission Hugh Wilson lorsqu'il a vu un poster d'elle dans un maillot de bain rouge dans une pose ressemblant à Farrah Fawcett. Wilson dira plus tard qu'elle avait le corps de Jayne Mansfield et la sexualité innocente de Marilyn Monroe.

### Vie privée
Loni Anderson a été mariée quatre fois. Son premier mari fut un vendeur du nom de Bruce Hasselberg (1964-1966). Puis elle se maria une seconde fois avec l'acteur Ross Bickell (1974-1981). Son troisième mariage le 29 avril 1988 avec l'acteur Burt Reynolds se termine par un divorce en 1994. Son quatrième et dernier mariage eut lieu le 17 mai 2008 avec Bob Flick, un ami de longue date et l'un des membres fondateurs du groupe de musique The Brothers Four.

### Mort
Loni Anderson meurt le 3 août 2025 à Los Angeles, deux jours avant son 80e anniversaire.

## Filmographie

### Actrice

#### Cinéma
- 1966 : Nevada Smith : Brunette Saloon Girl (non créditée)
- 1976 : Vigilante Force (en) : Peaches (non créditée)
- 1983 : L'As de cœur (Stroker Ace) : Pembrook Feeney
- 1989 : Charlie : Flo (voix)
- 1992 : Munchie (en) : Cathy
- 1998 : Les trois ninjas se déchaînent : Medusa
- 1998 : Une nuit au Roxbury : Barbara Butabi

#### Télévision

##### Séries télévisées
- 1975 : Harry O (en) : Linzy
- 1975 : L'homme invisible : Andrea Hanover
- 1975 : Phyllis : Rita
- 1975 : Section 4 : Art Teacher / Miss Texas
- 1975 : Sergent Anderson : Waitress
- 1976 : Barnaby Jones : Joanna Morgan / Dee Dee Danvers
- 1976 : Police Story : Waitress
- 1976 : The McLean Stevenson Show : Mrs. Swenson
- 1977 : The Bob Newhart Show : Leslie Greely
- 1977-1980 : La croisière s'amuse : Kitty Scofield / Kim Holland / Doris Wilson / ...
- 1978 : L'Incroyable Hulk : Sheila Cantrell
- 1978 : Three's Company : Susan Walters
- 1978-1982 : WKRP in Cincinnati : Jennifer Marlowe
- 1980 : L'Île fantastique : Kim Holland
- 1984 : Le crime est notre affaire : Sydney Kovak
- 1985 : Histoires fantastiques : Love
- 1986-1987 : Une vraie vie de rêve (en) (Easy Street) : L.K. McGuire
- 1990 : Un privé nommé Stryker : Dawn St. Claire
- 1991-1992 : The New WKRP in Cincinnati : Jennifer Marlowe
- 1993 : La Maison en folie : Casey MacAfee
- 1993-1994 : Nurses : Casey MacAfee
- 1995 : L'Homme à la Rolls : Claudia Loring
- 1995 : Women of the House : Loni Anderson
- 1996 : Melrose Place : Teri Carson
- 1997 : Sabrina, l'apprentie sorcière : Racine
- 1998 : Clueless : Barbara Collier
- 1998 : Fast Track
- 1999 : Movie Stars : Audrey Wyatt
- 1999 : V.I.P. : Carol Irons
- 2001 : Three Sisters : Janet
- 2003-2004 : The Mullets : Mandi Mullet-Heidecker
- 2006 : So NoTORIous : Kiki Spelling
- 2010 : The Tonight Show with Jay Leno : Jay's Mom (segment "Cop 'n Kitty")
- 2016 : Baby Daddy : Nana Lyle
- 2016 : My Sister Is So Gay : Frances

##### Téléfilms
- 1977 : The Magnificent Magical Magnet of Santa Mesa : Mrs. Daroon
- 1978 : Three on a Date : Angela Ross
- 1980 : The Jayne Mansfield Story : Jayne Mansfield
- 1981 : Sizzle : Julie Davis
- 1982 : Country Gold : Mollie Dean Purcell
- 1984 : My Mother's Secret Life : Ellen Blake
- 1985 : Chaînes conjugales : Lora Mae Holloway
- 1986 : Stranded : Stacy Tweed
- 1987 : Blondie & Dagwood : Blondie Bumstead (voix)
- 1988 : Mortelle rencontre : Ellen Berent
- 1988 : Necessity : Lauren LaSalle
- 1988 : Whisper Kill : Liz Bartlett
- 1989 : Blondie & Dagwood: Second Wedding Workout : Blondie Bumstead (voix)
- 1989 : Désolé, l'assassin est toujours occupé : Madeleine Stevenson
- 1990 : Blown Away : Lauren
- 1990 : Coins in the Fountain : Leah
- 1991 : White Hot: The Mysterious Murder of Thelma Todd : Thelma Todd
- 1992 : The Price She Paid : Lacey
- 1994 : Gambler V: Playing for Keeps : Fanny Porter
- 1994 : Without Warning : Actress in Opening Movie Segment (non créditée)
- 1995 : Une petite ville bien tranquille : Martha
- 2017 : Love You More : Jean Carlyle-Dixon

### Parolière

#### Télévision

##### Séries télévisées
- 1979-1980 : WKRP in Cincinnati
- 1993 : Nurses

##### Téléfilms
- 1980 : The Jayne Mansfield Story